# Haut-Bugey Agglomération
Haut-Bugey Agglomération (HBA) est une communauté d'agglomération française née le 1er janvier 2014 et regroupant 42 communes du département de l'Ain. Communauté de communes à sa création, elle devient communauté d'agglomération le 1er janvier 2018.

## Historique
L'intercommunalité naît le 1er janvier 2014 à la suite de l'arrêté préfectoral du 21 mai 2013 qui permet la constitution d'une communauté de communes par fusion des communautés de communes des Monts Berthiand (à l'exception de la commune de Serrières-sur-Ain qui a rejoint la communauté de communes des Rives de l'Ain - Pays du Cerdon), Combe du Val-Brénod, Lac de Nantua et d'Oyonnax. L'arrêté préfectoral du 6 décembre 2013 donne à la structure le nom de «communauté de communes Haut-Bugey».
Initialement composée de 37 communes, l'intercommunalité voit son nombre passer à 36 lors de la fusion entre Le Poizat et Lalleyriat le 1er janvier 2016 sous Le Poizat-Lalleyriat.
Le 13 décembre 2017, un arrêté prenant effet le 1er janvier 2018, transforme la communauté de communes en communauté d’agglomération. De même, la structure change de nom et devient Haut-Bugey Agglomération.
Le 1er janvier 2019, par arrêté préfectoral du 19 novembre 2018, l'intercommunualité absorbe la communauté de communes du plateau d'Hauteville, faisant passer le nombre de communes à 42.

## Territoire communautaire

### Composition
La communauté d'agglomération est composée des 42 communes suivantes :

| Nom                    | Code Insee | Gentilé       | Superficie (km2) | Population (dernière pop. légale) | Densité (hab./km2) |
| ---------------------- | ---------- | ------------- | ---------------- | --------------------------------- | ------------------ |
| Oyonnax (siège)        | 01283      | Oyonnaxiens   | 36,18            | 22 378 (2022)                     | 619                |
| Apremont               | 01011      | Marannes      | 14,57            | 399 (2022)                        | 27                 |
| Aranc                  | 01012      | Randaoillards | 21,65            | 329 (2022)                        | 15                 |
| Arbent                 | 01014      | Arbanais      | 23,49            | 3 482 (2022)                      | 148                |
| Béard-Géovreissiat     | 01170      |               | 4,69             | 1 048 (2022)                      | 223                |
| Belleydoux             | 01035      | Belleydousans | 17,63            | 306 (2022)                        | 17                 |
| Bellignat              | 01031      | Renouillus    | 7,83             | 3 581 (2022)                      | 457                |
| Bolozon                | 01051      | Bolozonnais   | 4,92             | 99 (2022)                         | 20                 |
| Brénod                 | 01060      | Brénodiens    | 23,79            | 547 (2022)                        | 23                 |
| Brion                  | 01063      | Brionais      | 4,48             | 591 (2022)                        | 132                |
| Ceignes                | 01067      | Ceigneurs     | 10,01            | 263 (2022)                        | 26                 |
| Champdor-Corcelles     | 01080      |               | 31,53            | 655 (2022)                        | 21                 |
| Charix                 | 01087      | Charians      | 18,27            | 280 (2022)                        | 15                 |
| Chevillard             | 01101      | Savorays      | 6,67             | 149 (2022)                        | 22                 |
| Condamine              | 01112      | Condaminois   | 4,64             | 477 (2022)                        | 103                |
| Corlier                | 01121      | Corlierons    | 5,45             | 116 (2022)                        | 21                 |
| Dortan                 | 01148      | Dortannais    | 18,11            | 2 013 (2022)                      | 111                |
| Échallon               | 01152      | Échallonnais  | 28,09            | 774 (2022)                        | 28                 |
| Évosges                | 01155      | Évosgiens     | 12,08            | 143 (2022)                        | 12                 |
| Géovreisset            | 01171      |               | 3,31             | 843 (2022)                        | 255                |
| Groissiat              | 01181      | Groissiatis   | 6,32             | 1 216 (2022)                      | 192                |
| Izenave                | 01191      | Izelois       | 13,04            | 159 (2022)                        | 12                 |
| Izernore               | 01192      | Izernois      | 20,86            | 2 262 (2022)                      | 108                |
| Lantenay               | 01206      | Béguélins     | 6,59             | 265 (2022)                        | 40                 |
| Leyssard               | 01214      |               | 9,13             | 163 (2022)                        | 18                 |
| Maillat                | 01228      | Maillatis     | 11,31            | 693 (2022)                        | 61                 |
| Martignat              | 01237      | Martignanais  | 13,25            | 1 667 (2022)                      | 126                |
| Matafelon-Granges      | 01240      | Matafelonais  | 21,54            | 630 (2022)                        | 29                 |
| Montréal-la-Cluse      | 01265      | Montréalais   | 12,83            | 3 584 (2022)                      | 279                |
| Nantua                 | 01269      | Nantuatiens   | 12,79            | 3 431 (2022)                      | 268                |
| Les Neyrolles          | 01274      | Neyrollans    | 9,5              | 623 (2022)                        | 66                 |
| Nurieux-Volognat       | 01267      |               | 19,34            | 973 (2022)                        | 50                 |
| Outriaz                | 01282      | Triolins      | 5,91             | 258 (2022)                        | 44                 |
| Peyriat                | 01293      | Peyriatis     | 5,96             | 150 (2022)                        | 25                 |
| Plateau d'Hauteville   | 01185      |               | 106,11           | 4 790 (2022)                      | 45                 |
| Le Poizat-Lalleyriat   | 01204      |               | 33,15            | 740 (2022)                        | 22                 |
| Port                   | 01307      | Bédouins      | 4,25             | 843 (2022)                        | 198                |
| Prémillieu             | 01311      | Pennons       | 8,51             | 47 (2022)                         | 5,5                |
| Saint-Martin-du-Frêne  | 01373      | San-Martinois | 19,14            | 1 027 (2022)                      | 54                 |
| Samognat               | 01392      | Samognatis    | 14,01            | 645 (2022)                        | 46                 |
| Sonthonnax-la-Montagne | 01410      |               | 14,14            | 287 (2022)                        | 20                 |
| Vieu-d'Izenave         | 01441      |               | 23,73            | 727 (2022)                        | 31                 |

### Démographie
| 1968   | 1975   | 1982   | 1990   | 1999   | 2009   | 2014   | 2020   |
| ------ | ------ | ------ | ------ | ------ | ------ | ------ | ------ |
| 43 596 | 48 148 | 52 927 | 59 148 | 62 714 | 64 633 | 63 673 | 63 216 |

## Administration

### Siège
Le siège de la communauté d'agglomération est situé 57 Rue René Nicod, à 01100 Oyonnax.

### Les élus
Le conseil communautaire de la communauté d'agglomération se compose de 79 conseillers,, représentant chacune des communes membres et élus pour une durée de six ans.
Ils sont répartis comme suit :
| Nombre de conseillers | Communes                                     |
| --------------------- | -------------------------------------------- |
| 24                    | Oyonnax                                      |
| 5                     | Plateau d'Hauteville                         |
| 3                     | Arbent, Bellignat, Montréal-la-Cluse, Nantua |
| 2                     | Dortan, Izernore                             |
| 1 (+1 suppléant)      | les 34 autres communes                       |

### Présidence
| Période                                  | Période                        | Identité         | Étiquette | Qualité |
| ---------------------------------------- | ------------------------------ | ---------------- | --------- | --- |
| Les données manquantes sont à compléter. |                                |                  |           | |
| 2014                                     | 2022 (démission)               | Jean Deguerry    | LR        | Maire (2014 → 2017) puis conseiller municipal (2017 → ) de Montréal-la-Cluse, Président du Conseil départemental de l'Ain (2017 → ) |
| 2022                                     | En cours (au 04 novembre 2022) | Michel Mourlevat | SE        | conseiller municipal(1995 → 2008 ) puis maire (2008 → ) de Leyssard, Vice-Président de Haut-Bugey Agglomération (2020 → 2022 )      |

### Régime fiscal et budget
Le régime fiscal de la communauté d'agglomération est la fiscalité professionnelle unique (FPU).